# دلویی
دلویی روستایی است در شهرستان گناباد و نزدیک شهر گناباد که جمعیت آن بر اساس سرشماری عمومی نفوس و مسکن در سال ۱۳۹۰ معادل ۱۷۶۰ نفر بوده است. محصولات آن زعفران، انگور و انواع میوه‌های  درختی می‌باشد.
دلویی در ۳ کیلومتری شمال گناباد و در ۵ کیلومتری غرب بیدخت واقع شده، متصل به سمویی است و قنات خیبری از وسط آن می‌گذرد.
فرهنگ انجمن آرای ناصری و فرهنگ نوبهار آنرا از روی اشتباه «دولویی» نوشته‌اند. 
دلویی از شمال به روستای خیبری وصل است. ولی با وجود وصل بودن این دو روستا، اهالی آن دو لهجه متفاوت دارند. قنات‌های سه روستای دلویی و خیبری و مند یک «مادر چاه» مشترک دارند که در بین راه از یکدیگر جدا شده و ۴۰ درصد آب به دلویی، ۳۰ درصد به خیبری و بقیه به مند می‌رود.
مردم آن از طریق کشاورزی و مشاغل آزاد و کارهای دولتی امرار معاش می‌کنند و مانند اکثر روستاهای گناباد کشت زعفران در آنجا رونق زیادی پیدا کرده‌است. 
از اماکن مذهبی آنجا علاوه بر مسجد باید از دارالشفا دلویی نام برد.
دارالشفای دلویی جایی است که امام علی از انجا گذر کرده و در انجا نماز کرده.(طبق گفته ی پیران دلویی)
عکس هوایی دلویی